# George Hadley
George Hadley (Londres, 12 de febrero de 1685 - condado de Bedfordshire, 28 de junio de 1768) fue un abogado y meteorólogo inglés. Descubrió las células ecuatoriales convectivas de Hadley.
Fue el hermano menor del matemático, astrónomo e inventor John Hadley (1682-1744), quien introdujo notables mejoras en los primitivos telescopios reflectores. 
George Hadley asistió a la Universidad de Oxford, y más tarde fue el responsable de las observaciones meteorológicas de la Royal Society de Londres.
En 1735 publicó Concerning the cause of the general trade winds, donde explicó el funcionamiento de las células ecuatoriales convectivas (células de Hadley) de la atmósfera, que descienden y ascienden según la temperatura.
Estas células fueron demostradas personalmente por Hadley utilizando un globo como herramienta. Una vez reconocida la existencia de estas, el consejo de científicos las denominó «células ecuatoriales convectivas de Hadley».

## Honores
Hadley fue elegido miembro de la Royal Society en 1745, y falleció en 1768.
El Hadley Centre for Climate Prediction and Research, en la Met Office del Reino Unido, se nombró en su honor.
El cráter de impacto Hadley (de 119 km de diámetro) en el planeta Marte lleva también su nombre.